# Zingiber callianthus
Zingiber callianthus là một loài thực vật có hoa trong họ Gừng. Loài này được Pramote Triboun và Kai Larsen miêu tả khoa học đầu tiên năm 2014.

## Mẫu định danh
Mẫu định danh: P. Triboun 3344 thu thập ngày 15 tháng 7 năm 2002 ở cao độ 800-1.200 m, tọa độ 17°6′42″B 98°35′11″Đ / 17,11167°B 98,58639°Đ, rừng miền núi tại huyện Mae Ramat, tỉnh Tak, tây bắc Thái Lan. Holotype lưu giữ tại Văn phòng Bảo vệ các loại Thực vật ở Băng Cốc, Thái Lan (BK); các isotype lưu giữ tại Đại học Aarhus, Đan Mạch (AAU) và Đại học Khon Kaen ở Khon Kaen, Thái Lan (KKU).

## Phân bố
Loài này có tại các tỉnh Mae Hong Son, Tak ở miền bắc Thái Lan. Môi trường sống là những nơi râm mát trong rừng thường xanh miền đồi núi ở cao độ 400-1.200 m.

## Mô tả
Thân rễ màu tía nhạt. Chồi lá mọc thẳng đứng, cao 1–2 m, 10-13 lá. Bẹ lá màu nâu hạt dẻ. Phiến lá hình trứng-thuôn dài hoặc hình trứng-hình mác, 45-50 × 10–18 cm, hơi uốn nếp, đỉnh nhọn thon, đáy thon nhỏ dần hoặc hình nêm, nhẵn nhụi hoặc hơi có lông ở mặt trên, nhẵn nhụi và có lông tơ gần gân giữa ở mặt dưới, màu xanh lục cả hai mặt trừ 2-3 lá dưới cùng hơi có màu nâu hạt dẻ ở mặt dưới. Cuống lá dài 1–2 cm, nhiều lông (ở lá non) đến nhẵn nhụi, màu xanh lục. Lưỡi bẹ 2 thùy, 1,7-4 × 0,5-0,8 cm, đỉnh tù hay nhọn thon, nhẵn nhụi đến có lông tơ, màu xanh lục đôi khi đỏ nhạt ở các lá dưới. Cụm hoa 1-5, mọc từ thân rễ. Cuống cụm hoa dài 8–15 cm, bò phủ phục, với 4-7 bẹ, màu hồng đến đỏ. Cành hoa bông thóc 7-10 × 3–5 cm; với 12-15 lá bắc hoa xếp lợp lỏng lẻo. Lá bắc thẳng, 5,5-6,5 × 1,3-1,5 cm, thưa lông mặt ngoài, màu đỏ. Lá bắc con thẳng, 4-4,7 × 1,2-1,4 cm, hơi xoắn lại, có lông tơ, màu đỏ nhạt. Đài hoa hình ống, dài ~2,5 cm; ống dài ~1,1 cm, có lông tơ, trong mờ, màu hồng nhạt; thuỳ dài 1,2-1,4 cm, đỉnh 3 răng. Ống tràng dài 5,3-5,5 cm, màu trắng, thưa lông; các thùy màu hồng nhạt, có nắp; thùy tràng lưng 3,4-3,6 × 1,3-1,5 cm; các thùy tràng bên 2,8-3,2 × 0,8–1 cm. Cánh môi 3 thùy, ~3,3 × 3,2 cm, màu đỏ lốm đốm, đỉnh cắt cụt, mép khía răng cưa; thùy giữa 1,8-2 × 2,3-2,5 cm; các thùy bên 7-11 × 4–6 mm. Bao phấn màu trắng kem, 1,8-2 × 0,3-0,4 cm; chỉ nhị ~4 × 2 mm; phần phụ thuôn dài, 14–15 mm, màu đỏ, đỉnh chẻ đôi, nhọn. Bầu nhụy ~10 × 2–3 mm, có lông nhung. Noãn 23-24 mỗi ngăn. Quả không rõ. Ra hoa tháng 7-8, thời gian nở hoa khoảng 11 giờ trưa đến 3 giờ chiều.